# Abelard (jméno)
Abelard je mužské křestní jméno francouzského původu. Toto jméno pochází buď z provensálského slova abelha, což znamená "včelař", nebo je odvozeno od německého pojmu Abalhard s významem "vznešená moc, síla".
Podle maďarského kalendáře má svátek 21. dubna.

## Abelard v jiných jazycích
- Slovensky, německy, anglicky: Abelard
- Španělsky: Abelardo
- Maďarsky: Abelárd

## Známí nositelé příjmení
- Pierre Abélard – francouzský raně scholastický filozof a teolog